# Campyloneurus saitis
Campyloneurus saitis är en stekelart som först beskrevs av Cameron 1909.  Campyloneurus saitis ingår i släktet Campyloneurus och familjen bracksteklar. Inga underarter finns listade.